# Communauté de pratique
Pour les articles homonymes, voir COP.
 (décembre 2018).

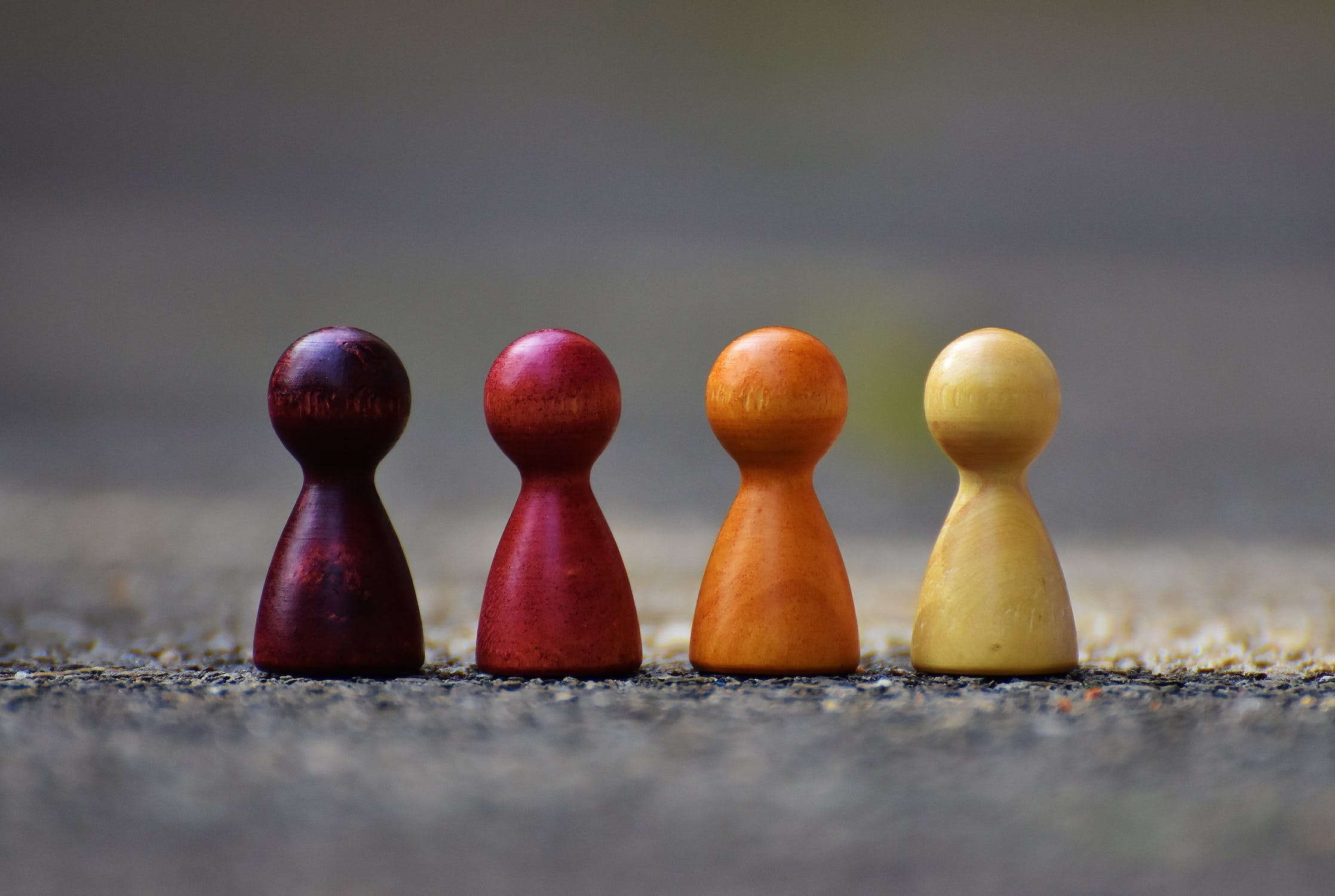
Communauté virtuelle.

Le concept de Communauté de Pratique (CoP) désigne un groupe de personnes qui partagent leurs expériences pratiques autour d'une passion ou d'une activité professionnelle, par exemple. Il considère ce groupe comme un lieu d'apprentissage. Le concept a été proposé par Étienne Wenger et de Jean Lave, dans leur ouvrage publié en 1991. Ce concept relève principalement de la théorie de l’apprentissage social et de la perspective de Wenger sur la connaissance. Wenger avait soutenu dans son doctorat que « la connaissance est issue d’un processus d’apprentissage qui consiste à devenir progressivement membre d’une communauté ». Dans cette optique, en s’inspirant de La théorie de l’apprentissage social, Wenger et Lave ont défini l’expression de communauté de pratique comme étant « un groupe de personnes ou d’institutions qui partagent un intérêt commun envers la même pratique, ainsi qu’une volonté partagée d’améliorer leur expertise et leur expérience de celle-ci ». Autrement dit, les membres d’une communauté de pratique cherchent à acquérir un maximum d’expériences et de connaissances à l’égard de la pratique en question.
Par ailleurs, Wenger soutient que le concept de communauté de pratique est fondé selon trois cadres conceptuels qui sont interreliés, soient « l’apprentissage social, la construction de sens, et la recherche d’une identité ». Il est possible d’ériger un cadre conceptuel élargi pour aborder le concept d’apprentissage social. Par ailleurs, celui-ci reflète « un processus participatif et collectif au cours duquel les interactions sociales, le sentiment d’appartenance et l’engagement réciproque se développent ». Ainsi, il est possible d’observer que l’apprentissage social est un concept fondamental à la théorie des communautés de pratique et que cette dernière ne peut en aucun cas être dissociée de celle de l’apprentissage situé.

## Définition
Wenger (2005) développe le concept de communautés de pratique comme un groupe de personnes qui travaillent ensemble (à travers des plateformes internet par exemple tels que des forums, des vidéo-conférences, des courriels…) et qui sont en fait conduites à inventer constamment des solutions locales aux problèmes rencontrés dans leur pratiques professionnelles. Après un certain temps et au fur et à mesure que ces personnes partagent leurs connaissances, leurs expertises, ils apprennent ensemble.
Pour Wenger, trois dimensions structurent les communautés de pratique (Wenger, 1998) :
- un engagement mutuel : Tous les membres de la communauté doivent respecter cet engagement. La confiance et l’ouverture aux autres sont des caractéristiques primordiales. Le but est d’utiliser les compétences et les complémentarités de chacun. Ainsi, les membres doivent être capable de partager leurs connaissances et de les lier à celles des autres membres. L’objectif principal de l’engagement mutuel est donc que chacun aide et soit aidé par un autre membre de la communauté ;
- une entreprise commune : D’après Wenger, il est important de créer une entreprise commune interne à la communauté. Cette entreprise aura pour but de faire interagir ses membres afin d’accomplir l’objectif de l’entreprise commune et de la faire évoluer en fonction des nouveaux enjeux et problèmes intervenants ;
- un répertoire partagé : Ce répertoire est primordial pour l’entreprise commune. Il caractérise les ressources permettant aux membres de communiquer, de résoudre des problèmes. Les ressources peuvent être de différents types : mots, outils, routines, procédures, dossiers…

## Historique du concept
Les premiers travaux de Lave et Wenger (1991) considéraient le principe de participation périphérique légitime comme le processus central dans les communautés de pratique. Il décrit l'insertion d'un individu au sein d'une communauté établie en se contentant de tâches basiques et de l'observation des autres avant de prendre un rôle plus central dans l'organisation.
Dans des travaux postérieurs, Wenger (1998) a abandonné le principe de participation périphérique légitime et l'a remplacé par l'idée inhérente de la tension au sein d'une dualité.
Wenger identifie 4 dualités dans les communautés de pratique. En particulier, il met en avant l'importance de la dualité entre participation et réification, la participation correspondant à l’expérience sociale d’appartenance à une communauté et à l’engagement dans celle-ci, tandis que la réification consiste à transformer une expérience en un objet (texte, schéma, prototype, méthode…). La réification est forcément réductrice mais elle constitue un point d'ancrage collectif indispensable au partage et à la capitalisation des savoirs.

## Outils de partage dans les communautés de pratique
Le cadre des phénomènes d'apprentissage des métiers, associé à la vision plus classique de l'ingénierie des connaissances ou documentaire, qui est une partie de ce qu'on appelle knowledge management (KM), devrait permettre de mieux appréhender les problèmes souvent cruciaux de l'ingénierie des connaissances.
En tant que processus d'apprentissage par le partage de connaissances échangées en réseau avec de nouvelles technologies de l'information, la communauté de pratique est ainsi considérée comme l'une des trois composantes de l'ingénierie des connaissances.
Selon les niveaux de confidentialité requis pour les informations échangées, la communauté de pratique utilisera des réseaux de type :
- Intranet (interne à l'entreprise) ;
- Extranet (partenaires ou parties prenantes de l'entreprise échangeant des informations) ;
- Internet (réseau mondial) ;

ou autres.
Techniquement, la mise en œuvre d'une communauté de pratique est liée à la structuration des documents électroniques que cette communauté est appelée à partager. Il est nécessaire pour cela de marquer les documents avec des balises de métadonnées, puis de les valider et de les classer.
La structuration d'une communauté de pratique a des affinités avec le partage de signets.

### Exemples
On peut donner quatre exemples classiques de communautés de pratique issus de l’article d’Emmanuelle Vaast lors de la Xe Conférence de l’Association Internationale de Management Stratégique (conférences : Vaast, E. (2001). Les intranets, occasions de renforcement et de transformation des communautés de pratique: quatre études de cas. Congrès AIMS, Québec).
Le premier concerne les professionnels de santé environnement du ministère de la Santé soit un groupe d’un millier de personnes dispersées dans plusieurs services départementaux. Ces professionnels ont mis en place un intranet de façon assez spontanée et donc éloignée du fonctionnement bureaucratique de l’ensemble du ministère. Cet intranet professionnel regroupe entre autres un annuaire général, des fiches d’expériences de tous les départements ainsi que l’identification d’experts pour divers thèmes. La mise à disposition et l’utilisation progressivement généralisée de cet intranet semble avoir eu une incidence non négligeable sur la prise de conscience des professionnels en santé environnement de l’existence d’un réseau ou d’une communauté nationale dont les membres partagent les mêmes intérêts. En outre, cet intranet a favorisé le développement de relations qui dépassent le cadre du service et permettent à différents agents du ministère de mieux se connaître et de se contacter selon les besoins. Le programme national de santé publique 2015-2025 de l'Institut national de santé publique du Québec (INSPQ) identifie la mise en place de communautés de pratique en tant qu’espaces privilégiés de partage des connaissances et de collaboration professionnelle.
Un deuxième exemple est une entreprise d’assurance dont les 3 500 salariés commerciaux sont également dispersés dans toute la France. Ils exercent en général des activités proches (prospection, réalisation de contrats), mais sont en concurrence plus ou moins directe les uns avec les autres. Un intranet a été mis en place sous l’impulsion de la direction parisienne de cette branche d’activité. Le contenu de l’intranet a intégré le désir exprimé par certains salariés d’avoir accès à des informations qui ne sont pas uniquement professionnelles, mais également sociales, voire personnelles (« pot » de retraite, naissance d’un enfant…). L’utilisation de l’intranet a connu au départ certaines difficultés, les supérieurs directs des commerciaux estimant que le partage d’information pouvait être néfaste à une activité concurrentielle. Toutefois, certaines rubriques, comme des concours (« le meilleur vendeur de telle SICAV… ») permettent désormais de concilier esprit compétitif et renforcement de l’identité du groupe dans son ensemble.
Un autre exemple est lié à la catégorie des acheteurs de la SNCF (environ 2 500 personnes) qui a mis en place de façon originale par rapport à l’expérience d’intranet de cette entreprise, un intranet spécifique, destiné à l’exercice de leur métier. L’intranet a permis de renforcer la tendance à la centralisation des achats et a modifié de nombreux processus de cette activité. Les pratiques des acheteurs se transforment progressivement et deviennent plus transparentes par la disponibilité de cet outil. L’utilisation de l’intranet, généralisée à la quasi-totalité des acheteurs, contribue à la professionnalisation de cette activité ainsi qu’au renforcement de la conscience d’une tâche commune. En outre, cet intranet, dont certaines fonctions (comme le suivi des commandes) sont partagées avec les donneurs d’ordres des acheteurs, rend plus visible l’exercice de la profession et par cette reconnaissance externe, participe également à la construction d’une identité d’acheteurs.
Enfin, le dernier exemple que l’on peut citer concerne la nouvelle direction du département informatique d’une mutuelle d’assurance qui a décidé d’enrichir un site intranet embryonnaire ne comprenant que des formulaires administratifs. De nouvelles rubriques se sont créées comme celle qui rend compte des discussions d’équipes transversales qui ont pour but de trouver des solutions aux tensions sociales nées de la mise en place d’une réorganisation majeure (par accroissement de la formalisation) du département à l’arrivée de la nouvelle direction. Ce site présente alors, en particulier, deux annuaires et surtout des rubriques informant anciens et nouveaux employés de la DIT sur les nouvelles règles de la DIT. Simultanément, l’intranet constitue un nouvel outil commun et spécifique au département, et dispose de certaines rubriques qui favorisent l’expression spontanée des membres de l’informatique. Il contribue à la reconstruction progressive d’une identité du département. Les évolutions des participations et utilisations dont il fait l’objet reflètent et participent des changements d’identité et d’appartenance des membres du département informatique.
On constate à la vue de ces quatre exemples que les outils pour les communautés de pratiques suivent les 3 dimensions de Wenger (engagement mutuel, entreprise commune, répertoire partagé). Cependant, on voit bien que pour chaque cas, chaque dimension est différente. L'engagement mutuel est soit spontané, soit dirigé avec un nombre variable de personnes concernées. L'entreprise commune peut se rapporter à la prise de conscience du métier, l'identité professionnelle, le partage ou encore l'intégration des nouveaux. Le répertoire partagé prend aussi des formes variées telles que des annuaires, des fiches d'expériences, des concours périodiques ou encore des forums. Pour conclure, ces quatre exemples illustrent plutôt bien la manière et le cadre dans lesquels peut se concrétiser une communauté de pratique.